# Chris Bowen
Chris Bowen, właśc. Christopher Eyles Bowen (ur. 17 stycznia 1973 w Sydney) – australijski polityk, członek Australijskiej Partii Pracy (ALP), od września 2010 do lutego 2013 minister imigracji i obywatelstwa, zaś od czerwca do września 2013 minister skarbu. Pełniący obowiązki Lidera Australijskiej Partii Pracy (ALP) od 13 września do 18 października 2013.

## Życiorys
Uzyskał licencjat z ekonomii na University of Sydney. Jako 22-latek rozpoczął karierę polityczną, uzyskując miejsce w radzie City of Fairfield, jednego z samorządów lokalnych wchodzących w skład aglomeracji Sydney. W latach 1998–1999 był burmistrzem tej dzielnicy, zaś od 1999 do 2001 stał na czele Związku Samorządów Zachodniego Sydney.
W 2004 został wybrany do Izby Reprezentantów jako przedstawiciel okręgu wyborczego Prospect. W 2006 wszedł do laborzystowskiego gabinetu cieni jako wiceminister skarbu i minister ds. dochodów budżetu i polityki konkurencji. Po zwycięstwie ALP w wyborach w listopadzie 2007, objął te stanowiska w rzeczywistym rządzie, dodatkowo otrzymując pieczę nad kwestiami ochrony konsumentów. Podczas rekonstrukcji rządu w czerwcu 2009 został awansowany do rangi członka gabinetu i objął stanowiska ministra świadczeń społecznych oraz ministra ds. służb finansowych, emerytur i prawa korporacyjnego. We wrześniu 2010 – już w gabinecie Julii Gillard – został przeniesiony na stanowisko ministra imigracji i obywatelstwa.
W marcu 2013 Bowen poparł nieudaną próbę przewrotu wewnątrz ALP, w której Kevin Rudd usiłował przejąć od premier Gillard stanowisko lidera partii i zarazem szefa rządu. Po tym wydarzeniu musiał opuścić gabinet, ale powrócił do niego już w czerwcu 2013, kiedy to Rudd dokonał kolejnej próby obalenia Gillard, tym razem udanej. Bowen objął stanowisko ministra skarbu w utworzonym wówczas drugim gabinecie Rudda. Sprawował je tylko do września 2013, kiedy to ALP przegrała wybory i przeszła do opozycji.
Od 13 września 2013 Bowen był p.o. lidera ALP, zaś od 18 września p.o. lidera opozycji. Zajmował te stanowiska do czasu, gdy Partia Pracy wybrała swojego nowego, stałego przywódcę, którym w dniu 13 października 2013 został Bill Shorten.